# 佐瀬一男
佐瀬 一男（させ かずお、1943年2月 - ）は、日本の法学者、創価大学名誉教授。専門は刑法、少年法。弁護士。

## 来歴
東京都出身。1969年中央大学法学部政治学科卒業。1972年駒澤大学大学院法学研究科公法学専攻修士課程修了。1975年同大学院法学研究科博士課程満期退学。創価大学教授、同法科大学院兼担教授を経て、2013年創価大学名誉教授。法務省人権擁護委員、調布市個人情報保護審査会会長などを歴任。2014年法律事務所を開設。
著書に「新人権はだれのものか」「高齢学へのプレリュード」「法学へのプレリュード」「大学教授になった不良少年」など。

## 受賞
- 2013年　法務省人権擁護局長賞
- 2013年　法務局長賞
- 2013年　全国人権委員連合会長賞
- 2020年　法務大臣感謝状
- 2020年　調布市市政功労者表彰